# Mesembrius niveiceps
Mesembrius niveiceps är en tvåvingeart som först beskrevs av Meijere 1908.  Mesembrius niveiceps ingår i släktet Mesembrius och familjen blomflugor. Inga underarter finns listade i Catalogue of Life.